# Нецукровий діабет
Нецукро́вий діабе́т (лат. diabetes insipidus, нецукрове сечовиснаження) або розлад аргінін-вазопресину — група вроджених чи набутих ендокринних захворювань, які виникають внаслідок абсолютної чи відносної недостатності аргінін-вазопресину (АВП) (антидіуретичного гормону (АДГ), або відсутності чутливості до нього (резистентності). Характерними проявами є невгамовна спрага (полідипсія) та надмірне сечовиділення (поліурія) неконцентрованої сечі у тому числі в нічний час (ніктурія).
У 2022 році міжнародна ендокринологічна спільнота через часту плутанину з цукровим діабетом, призначення хибних обстежень чи лікування прийняла рішення перейменувати нецукровий діабет на дефіцит аргінін-вазопресину (АВП-Д) (раніше центральний нецукровий діабет) чи резистентність до аргінін-вазопресину (АВП-Р) (раніше нефрогенний нецукровий діабет).
При АВП-Д хвороба пов'язана із ураженням задньої частки гіпофізу або гіпоталамусу через генетичні мутації, аутоімунні процеси або ідіопатію (причина невідома), що призводить до зниження секреції антидіуретичного гормону аргінін-вазопресину, в результаті посилюється спрага та виділення сечі. Ця патологія іноді розвивається після черепно-мозкової травми, менінгіту, при пухлинах головного мозку. Різновидом нецукрового діабету є нефрогенний (нирковий) АВП-Р, який характеризується не ураженням гіпоталамо-гіпофізарної системи, а відсутністю чутливості ниркових рецепторів до аргінін-вазопресину (резистентністю), в результаті чого посилюється виділення сечі.

## Актуальність
Нецукровий діабет — рідкісна хвороба з поширеністю 1:25000. Може виникнути в будь-якому віці з рівною ймовірністю як серед чоловіків, так і серед жінок. Те, у якому віці виникла ця хвороба, залежить від етіології. Х-зв'язаний нефрогенний нецукровий діабет становить 90 % від всіх спадкових форм нецукрового діабету і має частоту 4–8 на 1 млн живонароджених хлопчиків. Решта (приблизно 10 %) випадків становить аутосомний нецукровий діабет.
Станом 01.01.2008 р. в Україні офіційно зареєстровано 3516 хворих на центральний нецукровий діабет, у тому числі 294 дитини. Щорічно кількість таких хворих зростає в середньому на 5 %.

## Клінічні ознаки
Хворі відчувають виражену спрагу, внаслідок чого випивають до 5—10 л рідини на день; збільшується діурез, причому відносна густина сечі знижується до 1001—1006, патологічних елементів у ній немає.
Серед інших проявів:
- Ознаки дегідратації: шкіра суха, пітливості не буває навіть тоді, коли втрата води з сечею повністю компенсується щедрим прийомом рідини.
- Астенічний синдром: виникає безсоння, підвищена дратівливість. Характерні психічні та емоційні порушення: головний біль, емоційна лабільність, психози, зниження розумової активності.
- Фізична астенізація проявляється схудненням (вкрай рідкісно спостерігається ожиріння), діти відстають у рості, фізичному і статевому розвитку.
- Дисфункція шлунково-кишкового тракту: зниження слиновиділення, інтенсивний питний режим викликає вторинне порушення секреторної і кислотоутворюючої функції шлунку — анорексія, симптоми гіпоацидного гастриту.
- Дисфункція серцево-судинної системи: при поліурії зі зменшенням об'єму циркулюючої плазми формується компенсаторна тахікардія, лабільність пульсу, артеріальна гіпотензія, порушення терморегуляції.
- Статева дисфункція: у жінок — порушення менструальної функції, безпліддя; у чоловіків — зниження лібідо, потенції.

## Причини
Захворювання, зумовлене порушенням синтезу, транспорту та вивільнення нейрогіпофізарного гормону аргінін-вазопресину (антидіуретичного гормону гіпофізу, АДГ), що призводить до підвищення осмолярності плазми крові, проявляється значною полідіпсією та поліурією.
Існує декілька форм нецукрового діабету:

### Центральний
Дефіцит аргінін-вазопресину (центральний (чи нейрогенний) НЦД) має багато можливих причин. Відповідно до літератури, основні причини центрального НЦД та їх часто цитована приблизна частота такі:
- Ідіопатичний — 30 % (включаючи аутоімунну, генетичну та сімейну форми)
- Злоякісні або доброякісні пухлини головного мозку або гіпофіз — 25 %
- Черепно-мозкова (краніальна) хірургія — 20 %
- Травма голови — 16 %

### Нефрогенний
Резистентність до аргінін-вазопресину (нефрогенний нецукровий діабет) виникає внаслідок нездатності нирки нормально реагувати на вазопресин.

### Дипсогенний
Дипсогенний НЦД чи первинна полідипсія виникає внаслідок надмірного споживання рідини на відміну від дефіциту аргініну вазопресину. Це може бути пов'язано з дефектом або пошкодженням механізму спраги, розташованого в гіпоталамусі, або через психічне захворювання. Лікування десмопресином може призвести до водної інтоксикації.

### Гестаційний
Гестаційний НЦД виникає лише під час вагітності та післяпологового періоду. Під час вагітності жінки виробляють вазопресиназу в плаценті, яка розщеплює антидіуретичний гормон (АДГ). Вважається, що гестаційний НЦД виникає при надмірному виробленні та/або порушенні кліренсу вазопресинази.
Більшість випадків гестаційного НЦД можна лікувати десмопресином (DDAVP), але не вазопресином. Однак у рідкісних випадках аномалія механізму спраги викликає гестаційний НЦД, і десмопресин не слід застосовувати.
Нецукровий діабет також пов'язаний з деякими серйозними захворюваннями під час вагітності, включаючи прееклампсію, HELLP синдром і гострий жировий гепатоз печінки під час вагітності. Вони викликають НЦД через порушення печінкового кліренсу циркулюючої вазопресинази.

## Лікування
Лікування передбачає вживання достатньої кількості рідини для запобігання зневоднення. Інші методи лікування залежать від типу.
При центральній і гестаційний НЦД лікування з десмопресином. Для лікування використовують препарати десмопресину (синтетичного аналога натурального антидіуретичного гормону). Хворі потребують безперервного, довічного прийому препаратів десмопресину (при центральній формі). На фоні адекватного лікування вони не відчувають проявів хвороби, відновлюється їх нормальна працездатність. У разі перерви в лікуванні розвивається виражене зневоднення з наступним порушенням функціонування різних органів і систем, що несе загрозу для життя.
Нефрогенний НЦД можна лікувати шляхом усунення основної причини або застосування тіазиди, аспірину, чи ібупрофену.

### Центральний
Центральний НЦД та гестаційний НЦД реагують на десмопресин, який дають у вигляді інтраназальних або пероральних таблеток. Карбамазепін, протисудомний препарат, також мав певний успіх при цьому типі НЦД. Крім того, гестаційний НЦД, як правило, зменшується сам по собі через чотири-шість тижнів після пологів, хоча у деяких жінок він може розвинутися знову під час наступних вагітностей. При дипсогенному ДІ десмопресин зазвичай не є варіантом.

### Нефрогенний
Десмопресин буде неефективним при нефрогенному НЦД, який лікують усуненням основної причини (якщо можливо) і заміщенням дефіциту вільної води. Тіазидний діуретик, такий як хлорталідон або гідрохлоротіазид, можна використовувати для створення легкої гіповолемії, яка сприяє поглинанню солі та води в проксимальному канальці і таким чином покращує нефрогенний нецукровий діабет. Амілорид має додаткову перевагу, блокуючи поглинання Na. Тіазидні діуретики іноді комбінують з амілоридом для запобігання гіпокаліємії, викликаної тіазидами. Здається парадоксальним лікувати сильний діурез діуретиком, і точний механізм дії невідомий, але тіазидні діуретики зменшуватимуть реабсорбцію дистального звивистого канальця натрію та води, викликаючи таким чином діурез. Це зменшує об'єм плазми, таким чином знижуючи швидкість клубочкової фільтрації і посилюючи всмоктування натрію та води в проксимальному відділі нефрону. Менше рідини досягає дистального відділу нефрону, тому досягається загальне збереження рідини.
Індукований літієм нефрогенний НЦД можна ефективно лікувати за допомогою амілориду, калійзберігаючого діуретика, який часто використовують разом з тіазидними або петльовими діуретиками. Клініцисти були обізнані про токсичність літію протягом багатьох років, і традиційно призначали тіазидні діуретики для індукованої літієм поліурії та нефрогенного нецукрового діабету. Однак нещодавно було доведено, що амілорид є успішним засобом лікування цього стану.

## Етимологія
Слово «діабет» ([ˌdaɪ.əˈbiːtiːz]) пішло від латинської diabētēs, що в свою чергу походить від дав.-гр. διαβήτης, трансліт. diabētēs, що буквально означає «перехожий; сифон». Давньогрецький лікар Аретей Каппадокійський (fl. в першому столітті н. е.) використовував це слово з передбачуваним значенням «надмірне виділення сечі» як назву хвороби. Зрештою, слово походить від грец διαβαίνειν (diabainein), що означає «пройти через», який складається з δια- (dia-), значення «через» і βαίνειν (bainein), що означає «йти». Слово «діабет» вперше зареєстровано англійською мовою у формі «diabete» у медичному тексті, написаному близько 1425 разів.
Слово «нецукровий» походить з латинської мови insipidus (безсмаковий), з латинської: in- «без» + sapidus «смак» від sapere «мати смак» — повне значення — «не вистачає смаку чи пікантності; несмачно». Застосування цієї назви до НЦД виникло через той факт, що нецукровий діабет не викликає глюкозурії (виділення глюкози з сечею).
У великому опитуванні, проведеному серед пацієнтів із центральним нецукровим діабетом, більшість висловилися за зміну назви захворювання на «дефіцит вазопресину», щоб уникнути плутанини з цукровим діабетом.